# Windsor (Panzer)
Der Windsor war ein gepanzerter kanadischer Transporter, der 1945 gegen Ende des Zweiten Weltkrieges vereinzelt in Europa eingesetzt wurde. Er fand aber ebenso Verwendung als Zugmaschine für Panzerabwehrkanonen.
Das Fahrzeug basiert auf dem britischen Bren Carrier.

## Technische Daten
- Höchstgeschwindigkeit: 60 km/h
- Besatzung: 5 Mann
- Bewaffnung: 2 MG